# Yli-Kitka
Yli-Kitka – jezioro w Finlandii w gminach Kuusamo i Posio, na granicy regionów Laponia i Ostrobotnia Północna. Jego powierzchnia wynosi 237,31 km², co daje mu siedemnaste miejsce w kraju. 
Razem z Ala-Kitka tworzy grupę jezior Kitkajärvi.